# Paul Henry Lang
Pour les articles homonymes, voir Lang.
Paul Henry Lang (28 août 1901, Budapest – 21 septembre 1991, Lakeville, Connecticut) est un musicologue et critique musical américain d'origine hongroise.

## Biographie
Lang est né à Budapest, en Hongrie, et a fréquenté les écoles catholiques. En 1918, alors que la Première Guerre mondiale touchait à sa fin, il fut enrôlé dans l'armée Austro-hongroise bien qu'il n'eût pas terminé ses études, et envoyé sur le front italien. À  la fin de la guerre, il fut obligé de retourner à Budapest par ses propres moyens, et a ensuite étudié à l'Université de Budapest et à l'Académie de Musique de Budapest, avec Zoltán Kodály et Ernő Dohnányi, entre autres.
Kodály, apprenant qu'il ne jouait que du piano, fit apprendre à Lang à jouer du basson. Après avoir obtenu son diplôme en 1922, il a été chef assistant à l'Opéra de Budapest, mais a été encouragé à étudier la musicologie par Kodály et Béla Bartók.
À cette époque, des études sérieuses en musicologie étaient uniquement possibles en France et en Allemagne. Lang a commencé à l'Université de Heidelberg où il suivit les cours de philosophie et de littérature. Il n'était pas heureux en Allemagne et a déménagé à la Sorbonne à Paris, où il a étudié avec André Pirro. Lors des Jeux olympiques d'été de 1924 il a participé aux concours d'aviron dans l'équipe française. Il gagnait sa vie en jouant du basson dans différents orchestres et a également dirigé un chœur d'émigrés hongrois. Tout en étudiant à Paris, il a commencé sa carrière en tant que critique musical en écrivant pour la Revue Musicale. Il a terminé sa thèse sur la musique française de luth, mais n'a pas obtenu son diplôme de doctorat parce qu'il ne pouvait pas payer la somme nécessaire pour faire graver des partitions inédites qu'il présentait ni pour faire imprimer la thèse, comme requis par l'université.
En 1928, bien que ne sachant pas l'anglais, Lang a déménagé aux États-Unis en tant que chercheur junior de la Fondation Rockefeller. Il a pris quelques cours d'anglais et s'est perfectionné en allant voir des films au cinéma. Il a enseigné la musique, y compris l'harmonie et le contrepoint, pendant une année au Vassar College (1930-31), en remplacement d'un professeur en congé sabbatique. Puis, au Wells College (1932-34), il a enseigné l'histoire et l'analyse de la musique et dirigé le chœur de la chapelle. Dans le même temps, il a travaillé à une thèse sur l'histoire littéraire de l'opéra français, obtenant un doctorat de l'Université de Cornell en 1934.
Ayant alors publié quelques articles en anglais, Lang fut invité à enseigner à la fois au Wellesley College et à la Columbia University. Pendant un an, il a enseigné dans les deux collèges. Il a rejoint la faculté de musique de l'Université de Columbia en 1934 avec la première chaire de professeur de musicologie en Amérique et rapidement commencé à changer la façon dont la musique a été enseignée par l'introduction de nouveaux cours, tels que l'esthétique de la musique, et par l'extension département de  musicologie.
En 1940, après que Bartók ait fui la Hongrie du fait de la seconde Guerre mondiale, Lang a fait en sorte que l'Université de Columbia le recrute en tant qu'ethnomusicologue. Comme la musicologie était une matière nouvelle à l'époque, il a eu une forte influence sur son développement, en particulier aux États-Unis, et a conseillé un certain nombre d'étudiants qui allaient devenir d'éminents musicologues, y compris James McKinnon, Joel Sachs, Rose Rosengard Subotnik, Richard Taruskin, Piero Weiss, et Neal Zaslaw.
Lang est devenu plus connu pour ses articles souvent provocateurs et des livres concernant à la fois les tendances contemporaines de la musique et l'histoire de la musique. Il a été, de 1954 à 1964, critique musical au New York Herald Tribune, succédant à Virgil Thomson, et occupé le poste de rédacteur en chef du Musical Quarterly, de 1945 à 1973. Il a publié plusieurs livres, dont le plus célèbre est Music in Western Civilization (1941), qualifié de "[un] modèle d'érudition et de style" par Will Durant.
Lang a été conseiller de son éditeur, W. W. Norton, et a édité plusieurs livres pour cette maison. Il a été l'un des membres fondateurs de l'American Musicological Society et, en 1955, a été élu pour un mandat comme  président de l'Association Internationale de Musicologie.
En plus de son ouvrage le plus célèbre, Music in Western Civilization, Lang a écrit George Frideric Handel, collaboré avec Otto Bettmann pour A Pictorial History of Music et édité plusieurs compilations, notamment  The Creative World of Mozart et One Hundred Years of Music in America.
En 1936, Lang épousa Anne Pecheux, une diplômée de Barnard University qui avait suivi son premier cycle en histoire de la musique. Ils ont eu quatre enfants.